# Bombus pensylvanicus
Bombus pensylvanicus (saknar svenskt namn) är en insekt i överfamiljen bin (Apoidea) och släktet humlor (Bombus) som lever i Nord- och Centralamerika. 

## Beskrivning
Bombus pensylvanicus är en stor humla. Kroppslängden ligger mellan 21 och 25 mm för drottningen, 14 till 18 mm för arbetarna och 16 till 22 mm för hanarna. Drottning och arbetare har mellankropp och de tre främre bakkroppssegmenten klargula, resten av kroppen, inklusive huvudet, är svarthårig. Hanen har ansiktet och delar av huvudet täckt i gråaktig päls, samt främre delen av mellankroppen och de fyra främre bakkroppssegmenten gula. Arbetare och hanar tenderar att ha längre behåring än drottningen, för arbetarnas del främst på mellankroppen.

## Ekologi
Arten lever framför allt i öppna fält och jordbruksmarker.
Drottningarna är aktiva mellan maj och september, arbetarna mellan juni och september och hanarna mellan juli och oktober.
Boet förläggs vanligtvis ovan jord. Humlan besöker ett stort antal blommande växter: Ärtväxter som vickrar, klöversläktet och käringtand, korgblommiga växter som gullrissläktet och flocklar, samt johannesörtsväxter som johannesörter.

## Utbredning
Utbredningsområdet sträcker sig från Québec till Florida i öster samt i väster över Colorado, Texas och New Mexico till större delen av Mexiko (utom de allra sydöstligaste staterna från Tabasco österut). Arten har minskat betydligt, speciellt i norra delen av dess utbredningsområde.

## Taxonomi
Enligt en DNA-undersökning från 2014 skulle större delen av humlans Bombus sonorus population, utom en underpopulation i sydöstra Mexiko (i delstaten Chiapas) vara en underart (Bombus pensylvanicus sonorus) till denna art. Slutsatserna är emellertid omdebatterade, och bland annat IUCN rekommenderar att mer forskning utförs på området.